# Bekenntnisschulbewegung
Als Bekenntnisschulbewegung wird die Bildung von allgemeinbildenden Schulen in freier Trägerschaft bezeichnet, die sich durch ihre evangelikale Prägung von den übrigen evangelischen Konfessionsschulen unterscheiden. Die meisten der evangelikalen Bekenntnisschulen entstanden seit den 1970er Jahren „als Reaktion gegen neomarxistische Schulreformen“.

## Pädagogische Inhalte
Da die Bekenntnisschulen staatlich genehmigte Ersatzschulen sind, erfolgt der Unterricht nach den allgemeingültigen Lehrplänen. Dies bedeutet in Einzelfällen ein Konfliktpotenzial, und zwar – wegen der evangelikalen Affinität zum Kreationismus – insbesondere für den Biologieunterricht. Siehe hierzu August-Hermann-Francke-Schule Gießen #Kritik.

## Einrichtungen

### Deutschland
Die deutschlandweit größte evangelikale Bekenntnisschule und eine der ältesten unter ihnen ist die Freie Evangelische Bekenntnisschule Bremen (FEBB) mit Gymnasium, integrierter Gesamtschule und zwei Grundschulen.
Evangelikale Bekenntnisschulen existieren an über 100 Orten in Deutschland. Etwa zwei Drittel der Schulen mit evangelikalem Profil sind Mitglied im Verband Evangelischer Bekenntnisschulen (VEBS). Der Dachverband VEBS wurde 2006 als Nachfolger der seit Anfang der 1980er Jahre bestehenden Arbeitsgemeinschaft Evangelischer Bekenntnisschulen (AEBS) gegründet und hat seinen Sitz in Karlsruhe. Bei der Gründung umfasste der Verband 26 Schulen an 16 Standorten. Heute sind es rund 140 Bildungseinrichtungen – davon 15 Kindertagesstätten – an 70 Standorten und werden von rund 23.000 Schülern besucht.
Der VEBS benennt die Glaubensbasis der Evangelischen Allianz von 1846 (doctrinal basis) als theologische Grundlage. Neben dem „Vater der Bekenntnisschulbewegung“ August Hermann Francke (1663–1727) werden als Vordenker Martin Luther, Johann Amos Comenius, Christian Friedrich Spittler, Christian Heinrich Zeller, Johann Heinrich Wichern, Friedrich Wilhelm Dörpfeld und Abraham Kuyper genannt.

### Schweiz
Die aus dem Umfeld der reformiert geprägten Evangelischen Gesellschaft entstandene, konfessionell neutral auftretende Freie Evangelische Schule Zürich (FESZ) besteht seit 1874. Einige freikirchlich geprägte Schulen im Kanton Zürich sind in der Arbeitsgemeinschaft für Schulen auf biblischer Basis (ASBB) organisiert. Auf fachlicher Ebene bilden christliche Schulen Arbeitsgemeinschaften wie etwa die Initiative für Christliche Bildung.
In mehreren Kantonen werden Volksabstimmungen vorbereitet, um (analog zum deutschen Modell) eine staatliche Mitfinanzierung genehmigter Privatschulen zu erreichen.

## Kritik
Das „Forum Säkulares Bremen“, das „für die konsequente Trennung von Kirche und Staat kämpf[t]“, fordert die Beendigung jeder staatlichen Förderung evangelikaler Bekenntnisschulen. Es sei „unverantwortlich […], christlichen Fundamentalisten die Erziehung von Kindern und Jugendlichen zu übertragen.“ Durch diese Erziehung würden Schülern erhebliche psychische Schäden zugefügt. Die Evangelikalen hätten in den vergangenen Jahren wiederholt ihre deutliche Ablehnung zum Gender-Mainstreaming, zu Homosexualität und jeder Form nicht biblisch legitimierter Sexualität zum Ausdruck gebracht. Nicht hinnehmbar sei es vor allem, dass „LehrerInnen einer evangelikalen Bekenntnisschule sich gegenüber  [als homosexuell oder transgeschlechtlich] outenden SchülerInnen diskriminierend und mobbend verhalten“.
Zur Ablehnung der Evolutionstheorie durch Evangelikale erklärte ein Lehrer: „Die Schüler wissen, dass ich persönlich den Argumenten der Evolutionstheorie nicht folge. Das zu behaupten, wäre geheuchelt, und das möchte ich nicht. Trotzdem bringe ich den Schülern alles so bei, wie es der Lehrplan vorsieht.“ Laut der „Süddeutschen Zeitung“ halten Lehrer staatlicher Regelschulen und Wissenschaftler das für eine unglaubwürdige „Beteuerung“. Der Arbeitskreis Evolutionsbiologie im Verband „Biologie, Biowissenschaften und Biomedizin in Deutschland“ warnte 2011 vor dem Kreationismus als „pseudowissenschaftlich eingebettete[r] religiöse[r] Schöpfungslehre“. Indem biblische Mythen mit wissenschaftlichen Erkenntnissen vermengt würden, entstehe ein unakzeptables „Gemisch aus Fakten und Fiktionen“. Der bereits vorhandene „naturwissenschaftliche Analphabetismus“ werde immer stärker und irrationaler, auch esoterische Glaubensinhalte nähmen zu. Als Kulturnation, deren Wirtschaftskraft zudem maßgeblich von naturwissenschaftlichen Erkenntnissen abhänge, könne es sich Deutschland nicht leisten, „den kreationistischen Hokuspokus hinzunehmen“.
Viele evangelikale Eltern verbieten ihren Kindern das Sporttreiben (da die Bibel den Gedanken einer Pflicht zur Körperertüchtigung nicht kenne) und lehnen Sexualkundeunterricht ab. Da nur solche Schulen vom Staat genehmigt werden können, in denen ein richtlinienkonformer Sport- und Sexualkundeunterricht stattfindet, stehen evangelikale Schulträger vor der Alternative, entweder mit den Eltern ihrer Schüler oder mit den Schulbehörden in einen Konflikt zu geraten.